# Protestantismus in der Ukraine

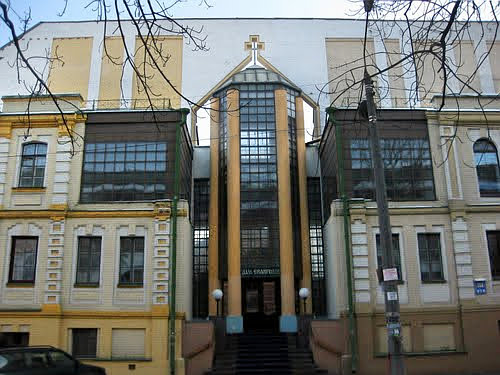
Haus der Frohen Botschaft in Kiew, Zentrum der Allukrainischen Union von Gemeinden von Evangeliumschristen-Baptisten, der größten protestantischen Gemeinschaft in der Ukraine

Der Protestantismus in der Ukraine besteht aus verschiedenen evangelischen Gemeinschaften und Kirchen. 2016 zählten sich etwa 1 % der befragten Ukrainer zu einer dieser Gemeinden.

## Geschichte

### Königreich Polen-Litauen
Seit den 1530er Jahren gab es in den ruthenischen Gebieten des Königreichs Polen-Litauen erste reformatorische Anhänger. 1536 gab es in Włódzimierz Wołynśki eine erste Gemeinschaft radikal-reformatorischer Täufer. Einige Adlige traten zum Luthertum, später vor allem zum Calvinismus über.
In der ersten Hälfte des 17. Jahrhunderts entstanden Gemeinschaften der antitriniatischen Unitarier (Sozinianer), die in Polen-Litauen bis zur Gegenreformation als Polnische Brüder Verbreitung fanden.

### Russisches Reich

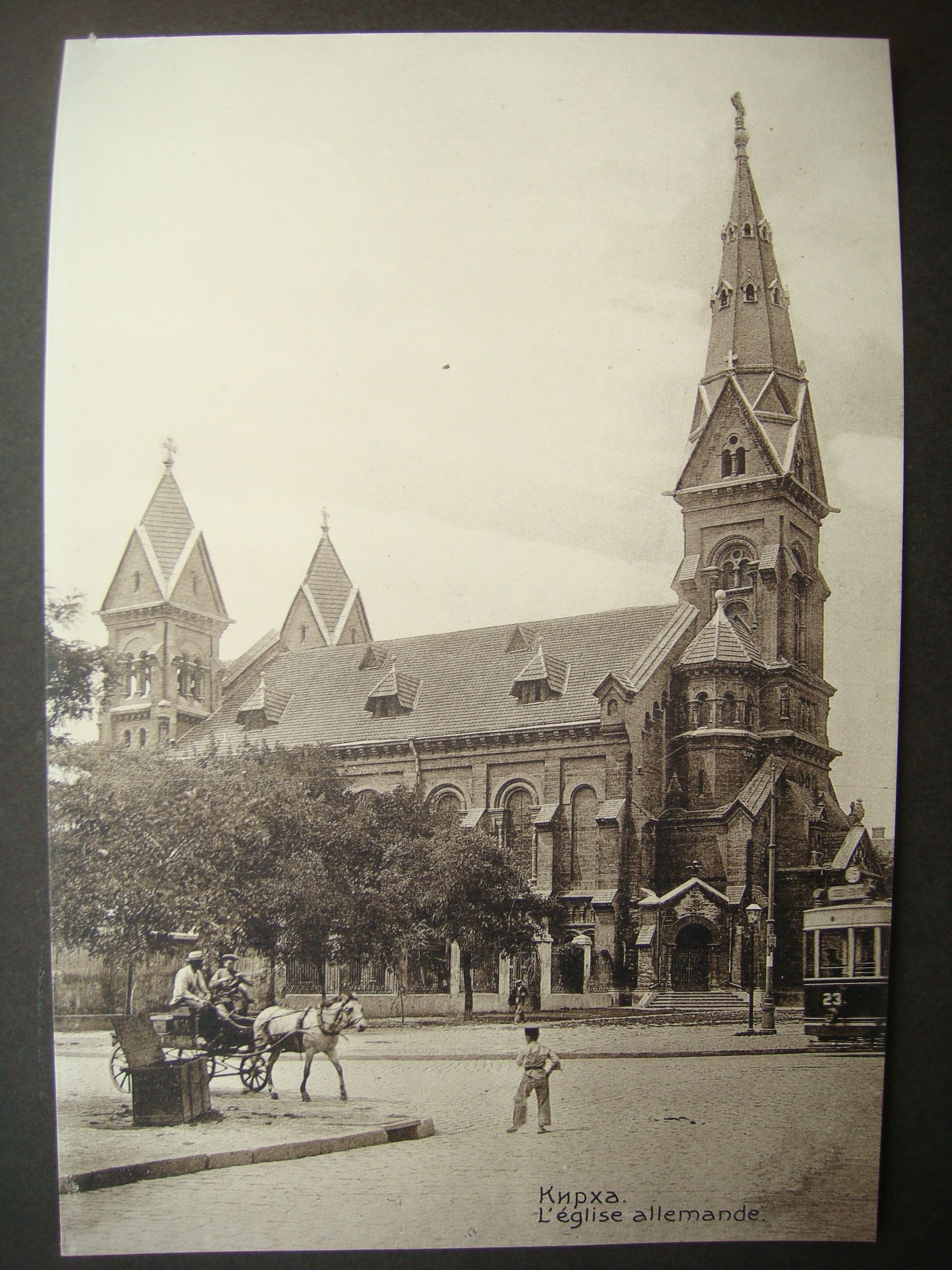
Kirche St. Paul in Odessa, größte evangelische Kirche in der Ukraine, 1910

#### Lutherische Gemeinde in Kiew
1767 wurde in Kiew der erste überlieferte lutherische Gottesdienst durch Deutsche gefeiert.

#### Mennonitische Gemeinden
Ende des 18. Jahrhunderts kamen Mennoniten aus Westpreußen an die Schwarzmeerküste und gründeten dort eigene Gemeinden. Sie legten damit den Grundstein zur Geschichte der sogenannten Russlandmennoniten. Unter ihnen waren auch die beiden Hauptsiedlungen Chortitza und Molotschna. Im Jahr 1860 gründeten sich unter den russlanddeutschen Mennoniten die pietistisch ausgerichteten Mennonitischen Brüdergemeinden. Die mennonitischen Siedler wurden später unter Stalin größtenteils vertrieben.

#### Lutherische Gemeinden an der Schwarzmeerküste
Deutsche Siedler aus Württemberg und der Pfalz gründeten an der Schwarzmeerküste lutherische Gemeinden. 1801 wurde in Odessa der erste lutherische Gottesdienst gefeiert.

#### Baptisten
1864 entstanden erste baptistische Gemeinden deutscher Siedler in Wolhynien.

#### Stundisten
Beeinflusst von deutschen Siedlern entstanden seit den 1860er Jahren freikirchliche stundistische Gemeinden in der ukrainischen Bevölkerung.

### Kaiserreich Österreich
Seit 1781 entstanden lutherische und reformierte Gemeinden von angeworbenen deutschen Siedlern in Galizien. 1804 wurde die Superintendentur Galizien der Evangelischen Kirche A. B. in Österreich gebildet.

### Zweite Polnische Republik
1920 gründeten die deutschen lutherischen und reformierten Gemeinden in Galizien die Evangelische Kirche A. und H. B. in Kleinpolen.
1926 wurde die Ukrainische Evangelische Kirche A. B. als erste lutherische Kirche für die ukrainische Bevölkerung gebildet.

### Ukrainische SSR
In der Sowjetunion wurden alle protestantischen Gemeinden zurückgedrängt und bis Ende der 1930er weitestgehend aufgelöst.

### Ukraine
Seit 1990 gründeten sich wieder verschiedene evangelische Gemeinschaften, wobei der Einfluss aus Westeuropa und Nordamerika besonders stark war und von den einheimischen orthodoxen und katholischen Kirchen sehr kritisch beurteilt wurde.
1992 bildete sich auch eine Deutsche Evangelisch-Lutherische Kirche der Ukraine, die allerdings nur wenige tausend Mitglieder zählt und seit 2014 durch innere Zerwürfnisse gezeichnet ist. Die Mennoniten sind heute nur noch mit wenigen Gemeinden in der Ukraine vertreten, darunter Mennonitische Brüdergemeinden und Gemeinden der Beachy-Amischen.

## Baptisten
Die größte protestantische Gruppe sind baptistische Gemeinden. Die Gesamtukrainischen Union von Gemeinden der Evangeliumschristen-Baptisten ist ein Zusammenschluss aus Evangeliumschristen und Baptisten sowie weiterer kleinere evangelischer Freikirchen aus der sowjetischen Zeit. In ihr sind etwa 90 % aller Gemeinden organisiert. Daneben gibt es weitere Gemeinden.

## Pfingstkirchen
Die zweitstärkste Gruppe bilden Gemeinden der Pfingstbewegung.

## Siebenten-Tags-Adventisten
Die Siebenten-Tags-Adventisten sind eine weitere große freikirchliche Gemeinschaft in der Ukraine.

## Reformierte Kirchen
Die Reformierte Kirche in Transkarpatien hat 135.000 Mitglieder, vor allem unter den nichtkatholischen Ungarn im Karpatenvorland.
Daneben gibt es weitere kleine reformierte Gemeinden.

## Lutherische Kirchen
Die Ukrainische Lutherische Kirche besteht aus einigen kleinen Gemeinden mit etwa 2.500 Mitgliedern. Sie ist an einem sehr orthodoxen Luthertum orientiert und lehnt die liberalen Reformen des 19. und 20. Jahrhunderts weitgehendst ab. Die Liturgie folgt dem byzantinischen Ritus in einer revidierten Fassung in ukrainischer Sprache. Sie lehnt eine Ordination von Frauen ab und folgt wie die orthodoxen Kirchen dem Julianischen Kalender.
Die Deutsche Evangelisch-Lutherische Kirche der Ukraine besteht aus derzeit 20 Gemeinden mit etwa 2.000 Mitgliedern, meist ukrainedeutscher Herkunft. Daneben gibt es 11 weitere Gemeinden mit etwa 1.000 Mitgliedern, die die DELKU verlassen haben, unter ihnen die Deutsche Evangelisch-Lutherische Gemeinde in Kiew.